# Илиды
Илид — нейтральная биполярная молекула, имеющая формально отрицательно заряженный атом (обычно карбанион), непосредственно связанный с гетероатомом, который формально имеет положительный заряд (обычно азот — илиды аммониевых солей, фосфор или сера — илиды фосфония и сульфония), при этом оба атома имеют полные октеты электронов. В результате получается структура, в которой два соседних атома соединены одновременно ковалентной и ионной связями, и обычно записывается как X+–Y−. Поэтому илиды также называют 1,2-дипольными соединениями и считают как подкласс цвиттер-ионов. Илиды используются в органической химии как реагенты и интермедиаты.
Название класса "илид" для химических соединений не следует путать с суффиксом принадлежности к классу "-илид".

## Структура
Илиды аммония имеют полностью цвиттер-ионный характер с одинарной связью между атомами с различными зарядами, в случае илидов фосфония и сульфония вследствие участия d-орбиталей гетероатома связь принимает частично двойной характер и структура таких илидов описывается резонансом между иленовой и илидной формами: 
Вклад каждой из резонансных структур зависит от вида ониевого центра (то есть от гетероатома) и структуры заместителей.

## Илиды фосфония

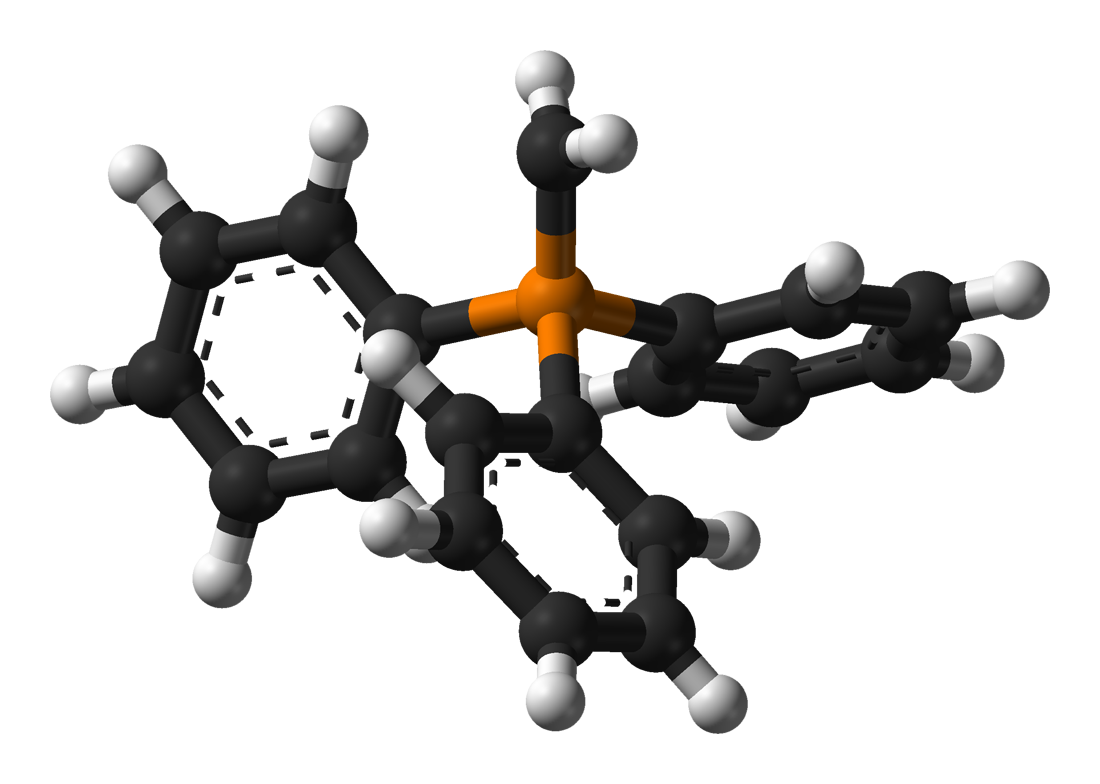
Структура метилентрифенилфосфорана.

Илиды фосфония используются в реакции Виттига — превращении кетонов и особенно альдегидов в алкены.
Атом фосфора в реактиве Виттига, имеющий три фенильных заместителя, несёт положительный заряд и соединён с карбанионом (несущим отрицательный заряд). Илиды бывают "стабилизированными" и "нестабилизированными".
Илид фосфония образуется из трифенилфосфина и алкилгалогенида по механизму, аналогичному 
механизму SN2-замещения.
В процессе кватернизации образуется алкилтрифенилфосфониевая соль, которую далее выделяют или обрабатывают in situ сильным основанием (в данном случае бутиллитий):
Так как реакция протекает по механизму SN2, пространственно незатруднённые алкилгалогениды реагируют с трифенилфосфином более активно, чем стерически затруднённые (такие как трет-бутилбромид).
Илиды фосфора являются важными реагентами в органическом синтезе, особенно в синтезе природных продуктов с биологической и фармакологической активностью. Большой интерес к координационным свойствам α-кетостабилизированных илидов фосфора связан с их координационной универсальностью, которая обусловлена наличием различных функциональных групп в их молекулярной структуре.

## Несимметричный илиды фосфора
α-Кетостабилизированные илиды, полученные из таких бифосфинов, как dppe, dppm и т. д., а именно [Ph2PCH2PPh2]C(H)C(O)R и [Ph2PCH2CH2PPh2]C(H)C(O)R (R = Me, Ph или OMe), образуют важный класс гибридных лигандов, совмещающих функциональность фосфинов и илидов, и которые могут существовать в илидной и енолятной формах. Такие лиганды могут образовывать разныет виды связей с ионами металлов, такими как палладий и платина.

## Другие типы

### На основе серы
Другими распространенными илидами являются илиды сульфония и илиды сульфоксония, например реактив Кори-Чайковского, используемый для получения эпоксидов и в перегруппировке Стивенса.

### На основе кислорода
Илиды карбонила (RR'C=O+C−RR') могут образовываться в результате раскрытия цикла эпоксидов или реакцией карбонильных соединений c электрофильными карбенами, которые обычно приготовляются из диазосоединений. Илиды оксония (RR'-O+-C−R'R) образуются в результате реакции между эфирами и электрофильными карбенами.

### На основе азота
Существуют также илиды на основе азота, такие как азометиновые илиды с общей структурой
Илиды азота можно представить как катионы иминия, расположенные по соседству с карбанионом. Заместители R1, R2 электроноакцепторные. Такие илиды могут быть получены конденсацией α-аминокислот и альдегидов или же раскрытием N-замещённого азиридинового кольца под действием температуры.
Другая экзотическая группы диазотсодержащих илидов — изодиазины: R1R2N+=N–, разлагающиеся с выделением азота.
Вклад илидов в резонансную структуру также имеется у стабильных карбенов:

### Другие типы
Илиды галония можно приготовить из аллилгалогенов и металлических карбеноидов. После [2,3]-перегруппировки образуется гомоаллилгалоген.
Активной формой реагент Теббе часто считается илид титана. Как и в реактиве Виттига, здесь возможно замещение атома кислорода в карбонильной группе метиленовой группой. Однако, по сравнении с ним реагент Теббе имеет меньше стерических затруднений.

## Реакции
Важной реакцией илидов является реакция Виттига (для илидов фосфора), но имеются и многие другие.

### Диполярное циклоприсоединение
Некоторые илиды являются 1,3-диполями и участвуют в 1,3-диполярном циклоприсоединении. Например, азометиновый илид является диполем в реакции Прато c фулеренами.

### Отщепление водорода под действием силанов
В присутствии гомолигандных комплексов элементов 3-й группы (в англоязычной литературе они называются homoleptic) Y[N(SiMe3)2]3, метилид трифенилфосфония может реагировать с фенилсиланом. В ходе этой реакции выделяется H2 и образуется кремний-стабилизированный илид.

### Сигматропные перегруппировки
Большинство илидов участвуют в реакциях сигматропной перегруппировки. Перегруппировка Соммле-Хаузера является примером [2,3]-сигматропной реакции.  Перегруппировка Стивенса — примером [1,2]-перегруппировки.
[3,3]-Сигматропная реакция в некоторых  фосфониевых илидах:

### Аллильная перегруппировка
Было обнаружено, что реагенты Виттига реагируют как нуклеофилы в SN2'-замещении:
После присоединения следует реакция отщепления (элиминирования).